# رشيد أبو لحوم
رشيد عبود أبو لحوم سياسي يمني. هو نائب رئيس الوزراء للشؤون الاقتصادية ووزير المالية في حكومة الإنقاذ الوطني برئاسة عبد العزيز بن حبتور التابعة للمجلس السياسي الأعلى في سلطة صنعاء منذ 10 نوفمبر 2018.